# Yukon (rivier)

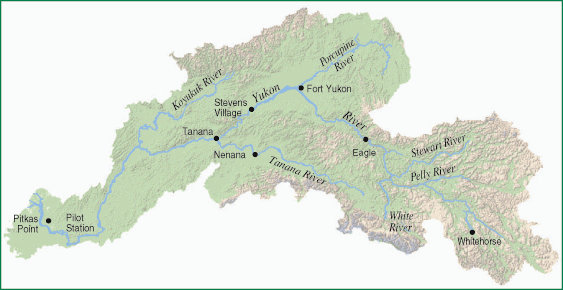
Stroomgebied Yukon

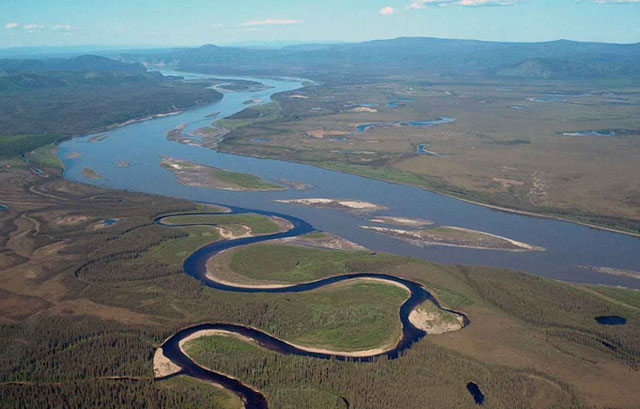
De monding van de Charley river in de Yukon

De Yukon is een rivier in het noordwesten van Canada en Alaska (Verenigde Staten van Amerika). Het is de op vier na grootste rivier van Noord-Amerika en na de Mackenzie de grootste rivier van Canada.

## Ligging
Over de bron van de rivier bestaat enige discussie. De Yukon ontspringt of in het Tagishmeer op de grens van het Canadese deelgebied Brits-Columbia en het territorium Yukon, of bij de Llewellin-gletjser, bij het Atlinmeer, in het noordwesten van Brits-Columbia. Met een wijde boog stroomt ze door Alaska en mondt, in een wijde delta, uit in de Beringzee. De rivierdelta is onderdeel van het Yukon Delta National Wildlife Refuge en is een 77.538 km² groot beschermd natuurgebied.
Tot het stroomgebied van de Yukon behoren acht grote zijrivieren. De Tanana en White worden gevoed door smeltwater van gletsjers en zo’n 29% van het water van de Yukon komt uit deze twee zijtakken. De Porcupine en Koyukuk komen uit gebieden met permafrost. Deze hebben een aandeel van 22% in de totale waterhoeveelheid van de Yukon. Andere zijrivieren zijn de Teslin, de Pelley, de Stewart en de Klondike.
De Yukon heeft een gering debiet en een regelmatig verval. De zeldzame stroomversnellingen, die de Yukon een onregelmatige loop geven, zijn aangelegd om elektriciteit op te wekken. De rivier is vanaf Fort Selkirk tot aan Dawson City bezaaid met kleine eilandjes. In Alaska wordt de rivier breder. De rivier is gedurende drie maanden per jaar bevaarbaar vanaf de hoofdstad van Yukon, Whitehorse (meer dan 2900 kilometer).

## Ontdekkingsgeschiedenis
De eerste westerlingen die de rivier hebben gezien waren vooral geïnteresseerd in bont. In 1840 heeft Robert Campbell, van de Hudson's Bay Company, de Pelly in kaart gebracht en in 1848 stichtte hij een kleine nederzetting waar de Pelly in de Yukon stroomt. John Bell, ook in dienst van de Hudson's Bay Company, verkende de Porcupine in 1844. Rond 1870 werden diverse handelsposten langs de rivier opgericht. In eerste instantie waren dit handelsposten voor bonthandelaren, maar rond 1885 werd goud gevonden langs de Stewart en kwamen de eerste goudzoekers in het gebied aan. Dit waren nog kleine aantallen, maar dit groeide fors na de ontdekking van goud in de omgeving van Dawson City langs de Klondike in 1897. Tussen 1897 en 1900 trokken ongeveer 25.000 mensen naar het gebied op zoek naar goud. Slechts weinigen waren succesvol en de gelukzoekers vertrokken weer. In 1942 werkten veel militairen aan de Alaska Highway. Eenmaal klaar vertrokken zij ook, al is de weg nog steeds een belangrijke verkeersader. 

## Bewoning
In het stroomgebied wonen ongeveer 126.000 mensen waarvan 10% leeft van visvangst en de jacht. Whitehorse is de belangrijkste stad in Yukon en telde 25.085 inwoners in 2016. Dawson City telde nog maar 2.000 inwoners en Faro ongeveer 1.000. In Alaska is Fairbanks de grootste stad in het stroomgebied van de Yukon. In 1996 telde de agglomeratie ongeveer 84.000 inwoners. Van de grens met Canada tot de monding in de Beringzee liggen verspreid langs de rivier 43 plaatsen, deze tellen tussen de 30 tot 800 inwoners.

## Zijrivieren
Links: Takhini River, White River, Charley River, Birch Creek, Beaver Creek, Tanana River, Yuki River, Nowitna River, Innoko River, Reindeer River, Khotol River
Rechts: Teslin River, Big Salmon River, Little Salmon River, Pelly River, Stewart River, Klondike River, Porcupine River, Hadweenzic River, Tozitna River, Melozitna River, Chandalar River, Koyukuk River, Nulato River, Atchuelinguk River, Andreafsky River